# Monte Cohen
Il  Monte Cohen (in lingua inglese: Mount Cohen) è un picco roccioso antartico alto 1.765 m, situato 11 km a sudovest del Monte Betty nell'Herbert Range, catena montuosa che fa parte dei Monti della Regina Maud, in Antartide. 
Fu scoperto nel novembre 1929 durante i voli dell'esploratore antartico Richard Evelyn Byrd nel corso della sua spedizione verso il Polo Sud. 
La denominazione fu assegnata dallo stesso Byrd in onore di Emanuel Cohen (1892-1977), produttore cinematografico della Paramount Pictures, che lo aveva aiutato nella preparazione dei filmati della spedizione.